# Therese Nilshagen
Therese Nilshagen   (Estocolm, 24 de gener de 1983) és una geneta sueca de doma.

## Trajectòria
Al Campionat d'Europa de Göteborg 2017, va guanyar la plata per equips i a Rotterdam 2019, va guanyar el bronze per equips, ambdós amb el semental negre Dante Weltino OLD. El 2016 va ser seleccionada per als Jocs Olímpics de Rio de Janeiro de 2016, però durant el control veterinari, el cavall no estava en condicions, per la qual cosa va ser substituïda pel company de l'equip Mads Hendeliowitz.
El 2021, Nilshagen va formar part de l'equip olímpic suec durant els Jocs Olímpics d'estiu de 2020 a Tòquio, va acabar 14è a la final individual i 6è amb l'equip. També va ser preseleccionada per les olimpíades de París del 2024.

## Biografia
Nilshagen va començar a muntar a l'edat de 8 anys a l'escola d'equitació local de Suècia. El seu debut internacional va ser el 2015 a Cappeln en Small Tour Level. El 2016 va competir per primera vegada en Gran Premi internacional. Aquell mateix any va ser seleccionada per a l'equip olímpic suec. Actualment resideix a Alemanya. Nilshagen parla amb fluïdesa el suec, l'alemany, l'anglès i el finès.